# Qatar Total Open 2022
Qatar Total Open 2022 là một giải quần vợt nữ chuyên nghiệp thi đấu trên mặt sân cứng. Đây là lần thứ 20 giải đấu được tổ chức và là một phần của WTA 1000 không Mandatory trong WTA Tour 2022. Giải đấu diễn ra tại International Tennis and Squash complex ở Doha, Qatar, từ ngày 21 đến ngày 28 tháng 2 năm 2022.

## Điểm và tiền thưởng

### Phân phối điểm
| Sự kiện | VĐ  | CK  | BK  | TK  | Vòng 1/16 | Vòng 1/32 | Vòng 1/56 | Q  | Q2 | Q1 |
| Đơn     | 900 | 585 | 350 | 190 | 105       | 60        | 1         | 30 | 20 | 1  |
| Đôi     | 900 | 585 | 350 | 190 | 105       | 1         | —         | —  | —  | —  |

### Tiền thưởng
| Sự kiện | VĐ       | CK       | BK       | TK      | Vòng 1/16 | Vòng 1/32 | Vòng 1/56 | Q2     | Q1     |
| Đơn     | $605,000 | $304,005 | $151,515 | $69,775 | $34,500   | $17,800   | $9,100    | $5,080 | $2,620 |
| Đôi*    | $172,000 | $87,000  | $43,500  | $21,700 | $11,000   | $5,500    | —         | —      | —      |

*mỗi đội

## Nội dung đơn

### Hạt giống
| Quốc gia | Tay vợt            | Xếp hạng1 | Hạt giống |
| -------- | ------------------ | --------- | --------- |
| BLR      | Aryna Sabalenka    | 2         | 1         |
| CZE      | Barbora Krejčíková | 3         | 2         |
| ESP      | Paula Badosa       | 5         | 3         |
| EST      | Anett Kontaveit    | 6         | 4         |
| ESP      | Garbiñe Muguruza   | 7         | 5         |
| GRE      | Maria Sakkari      | 8         | 6         |
| POL      | Iga Świątek        | 9         | 7         |
| TUN      | Ons Jabeur         | 10        | 8         |
| USA      | Jessica Pegula     | 14        | 9         |
| UKR      | Elina Svitolina    | 15        | 10        |
| KAZ      | Elena Rybakina     | 16        | 11        |
| BLR      | Victoria Azarenka  | 17        | 12        |
| GER      | Angelique Kerber   | 18        | 13        |
| USA      | Coco Gauff         | 20        | 14        |
| LAT      | Jeļena Ostapenko   | 21        | 15        |
| BEL      | Elise Mertens      | 22        | 16        |

- 1 Bảng xếp hạng vào ngày 14 tháng 2 năm 2022

### Vận động viên khác
Đặc cách:
- Alizé Cornet
- Caroline Garcia
- İpek Öz
- Mayar Sherif
- Vera Zvonareva

Vượt qua vòng loại:
- Océane Dodin
- Beatriz Haddad Maia
- Kaja Juvan
- Marta Kostyuk
- Andrea Petkovic
- Aliaksandra Sasnovich
- Stefanie Vögele
- Zhang Shuai

Thua cuộc may mắn:
- Jaqueline Cristian
- Arantxa Rus

### Rút lui
Trước giải đấu
- Ekaterina Alexandrova → thay thế bởi  Amanda Anisimova
- Danielle Collins → thay thế bởi  Irina-Camelia Begu
- Anhelina Kalinina → thay thế bởi  Arantxa Rus
- Anastasia Pavlyuchenkova → thay thế bởi  Alison Van Uytvanck
- Karolína Plíšková → thay thế bởi  Ana Konjuh
- Markéta Vondroušová → thay thế bởi  Jaqueline Cristian
- Tamara Zidanšek → thay thế bởi  Ann Li

Trong giải đấu
- Victoria Azarenka (chấn thương hông trái)

### Bỏ cuộc
- Jaqueline Cristian (chấn thương đầu gối)
- Petra Kvitová (chấn thương cổ tay trái)

## Nội dung đôi

### Hạt giống
| Quốc gia | Tay vợt              | Quốc gia | Tay vợt                  | Xếp hạng1 | Hạt giống |
| -------- | -------------------- | -------- | ------------------------ | --------- | --------- |
| CZE      | Barbora Krejčiková   | CZE      | Kateřina Siniaková       | 3         | 1         |
| JPN      | Ena Shibahara        | CHN      | Zhang Shuai              | 12        | 2         |
| RUS      | Veronika Kudermetova | BEL      | Elise Mertens            | 13        | 3         |
| CAN      | Gabriela Dabrowski   | MEX      | Giuliana Olmos           | 28        | 4         |
| CHI      | Alexa Guarachi       | USA      | Nicole Melichar-Martinez | 32        | 5         |
| UKR      | Lyudmyla Kichenok    | LAT      | Jeļena Ostapenko         | 52        | 6         |
| USA      | Desirae Krawczyk     | AUS      | Ellen Perez              | 53        | 7         |
| KAZ      | Anna Danilina        | BRA      | Beatriz Haddad Maia      | 63        | 8         |

- Bảng xếp hạng vào ngày 14 tháng 2 năm 2022.

### Vận động viên khác
Đặc cách:
- Mubarka Al-Naemi /  İpek Öz
- Mirjam Björklund /  Emily Webley-Smith

Thay thế:
- Oksana Kalashnikova /  Maryna Zanevska

### Rút lui
Trước giải đấu
- Vivian Heisen /  Xu Yifan → thay thế bởi  Oksana Kalashnikova /  Maryna Zanevska

## Nhà vô địch

### Đơn
- Iga Świątek đánh bại  Anett Kontaveit, 6–2, 6–0

### Đôi
- Coco Gauff /  Jessica Pegula đánh bại  Veronika Kudermetova /  Elise Mertens, 3–6, 7–5, [10–5]